# Воррен (округ Тайлер, Техас)
Воррен (англ. Warren) — переписна місцевість (CDP) в США, в окрузі Тайлер штату Техас. Населення — 677 осіб (2020).

## Географія
Воррен розташований за координатами 30°36′43″ пн. ш. 94°24′38″ зх. д. / 30.61194° пн. ш. 94.41056° зх. д. (30.611969, -94.410586).  За даними Бюро перепису населення США в 2010 році переписна місцевість мала площу 10,94 км², з яких 10,92 км² — суходіл та 0,02 км² — водойми.

## Демографія
Згідно з переписом 2010 року, у переписній місцевості мешкало 757 осіб у 287 домогосподарствах у складі 214 родин. Густота населення становила 69 осіб/км².  Було 331 помешкання (30/км²).
Расовий склад населення:
| - 96,4 % — білих - 1,6 % — чорних або афроамериканців - 1,1 % — корінних американців |

До двох чи більше рас належало 0,8 %. Частка іспаномовних становила 0,8 % від усіх жителів.
За віковим діапазоном населення розподілялося таким чином: 26,3 % — особи молодші 18 років, 57,5 % — особи у віці 18—64 років, 16,2 % — особи у віці 65 років та старші. Медіана віку мешканця становила 40,7 року. На 100 осіб жіночої статі у переписній місцевості припадало 83,3 чоловіків;  на 100 жінок у віці від 18 років та старших — 88,5 чоловіків також старших 18 років.
Середній дохід на одне домашнє господарство  становив 70 641 долар США (медіана — 65 597), а середній дохід на одну сім'ю — 73 867 доларів (медіана — 66 500). За межею бідності перебувало 9,1 % осіб, у тому числі 26,8 % дітей у віці до 18 років та 0,0 % осіб у віці 65 років та старших.
Цивільне працевлаштоване населення становило 380 осіб. Основні галузі зайнятості: освіта, охорона здоров'я та соціальна допомога — 26,8 %, виробництво — 21,3 %, мистецтво, розваги та відпочинок — 10,0 %, транспорт — 9,7 %.